# Anna Illés
Anna Krisztina Illés, född 21 februari 1994 i Budapest, är en ungersk vattenpolospelare.
Illés tog EM-brons i Eindhoven 2012 och VM-brons i samband med världsmästerskapen i simsport 2013 i Barcelona. Illés tog EM-brons igen 2014 i Budapest. Vid den tidpunkten spelade hon collegevattenpolo för California Golden Bears medan hon studerade vid University of California, Berkeley. Nationalekonomi var hennes huvudämne vid Berkeley. Hon var med om att ta EM-guld i Belgrad 2016 och hon deltog i vattenpoloturneringen vid olympiska sommarspelen 2016.
Illés gjorde 8 mål när Ungerns damlandslag i vattenpolo tog EM-brons i Budapest 2020 och hon ingick i det ungerska landslag som tog brons i vattenpoloturneringen vid olympiska sommarspelen 2020.